# Jack Hall (cầu thủ bóng đá, sinh năm 1890)
Joseph Edward Hall (1890 – sau 1945), commonly known as Jack Hall, là một cầu thủ bóng đá người Anh từng thi đấu ở vị trí hậu vệ ở Football League cho Barnsley, Manchester City và Bristol Rovers. Ông từng nằm trong đội hình của Preston North End, Hull City và Newport County, nhưng không thi đấu trận nào cho các đội bóng trên, và cũng chơi bóng đá non-league cho các câu lạc bộ bao gồm Jarrow Croft và Darlington.